# 소흘 나들목
소흘 나들목(Soheul IC)은 경기도 포천시 소흘읍 무봉리에 설치된 세종포천고속도로의 6번 교차로이다. 나들목 진출입로는 소흘읍 이동교리와 접하고 있으며, 2017년 6월 30일에 개통되었다.

## 연혁
- 2012년 6월 5일 : 구리포천고속도로 신설을 위해 포천시 도시계획시설 교통광장에 소흘읍 무봉리 일원을 소흘 나들목으로 고시[1]
- 2014년 12월 24일 : 구리포천고속도로 민간투자사업 실시계획 변경으로 인해 포천시 도시계획시설 교통광장 면적 변경[2]
- 2017년 6월 30일 : 세종포천고속도로 구리 ~ 포천 구간 개통과 함께 영업 개시[3]

## 구조물 정보
- 위치: 경기도 포천시 소흘읍 무봉리
- 영업소: 경기도 포천시 소흘읍 거친봉이길 15-5

## 접속하는 도로
- 호국로 (국도 제43호선, 국가지원지방도 제98호선) 국립수목원 봉선사 아프리카 박물관